# Atletika na Letních olympijských hrách 1992 – 5000 metrů muži
Běh na 5000 metrů mužů na Letních olympijských hrách 1992 se uskutečnil ve dnech 6. a 8. srpna na Olympijském stadionu v Barceloně. Zlatou medaili získal německý běžec Dieter Baumann, stříbrnou Paul Bitok z Keni a bronz Fita Bayissa z Etiopie.

## Výsledky finálového běhu
| *                | jméno            | země                   | čas      |
| ---------------- | ---------------- | ---------------------- | -------- |
| Zlatá medaile    | Dieter Baumann   | Německo                | 13:12,52 |
| Stříbrná medaile | Paul Bitok       | Keňa                   | 13:12,71 |
| Bronzová medaile | Fita Bayissa     | Etiopie                | 13:13,03 |
| 4.               | Brahim Boutayeb  | Maroko                 | 13:13,27 |
| 5.               | Yobes Ondieki    | Keňa                   | 13:17,50 |
| 6.               | Worku Bikila     | Etiopie                | 13:23,52 |
| 7.               | Rob Denmark      | Velká Británie         | 13:27,76 |
| 8.               | Abel Antón       | Španělsko              | 13:27,80 |
| 9.               | Mohamed Issangar | Maroko                 | 13:28,97 |
| 10.              | Andrew Sambu     | Tanzanie               | 13:37,20 |
| 11.              | Domingos Castro  | Portugalsko            | 13:38,08 |
| 12.              | Bob Kennedy      | Spojené státy americké | 13:39,72 |
| 13.              | Pascal Thiebault | Francie                | 13:43,39 |
| 14.              | Dominic Kirui    | Keňa                   | 13:45,16 |
| 15.              | Marcel Versteeg  | Nizozemsko             | 13:48,32 |
| 16.              | Salvatore Antibo | Itálie                 | 14:02,47 |